# Polytela gloriosae
Polytela gloriosae är en fjärilsart som beskrevs av Fabricius 1781. Polytela gloriosae ingår i släktet Polytela och familjen nattflyn. Inga underarter finns listade i Catalogue of Life.

## Bildgalleri

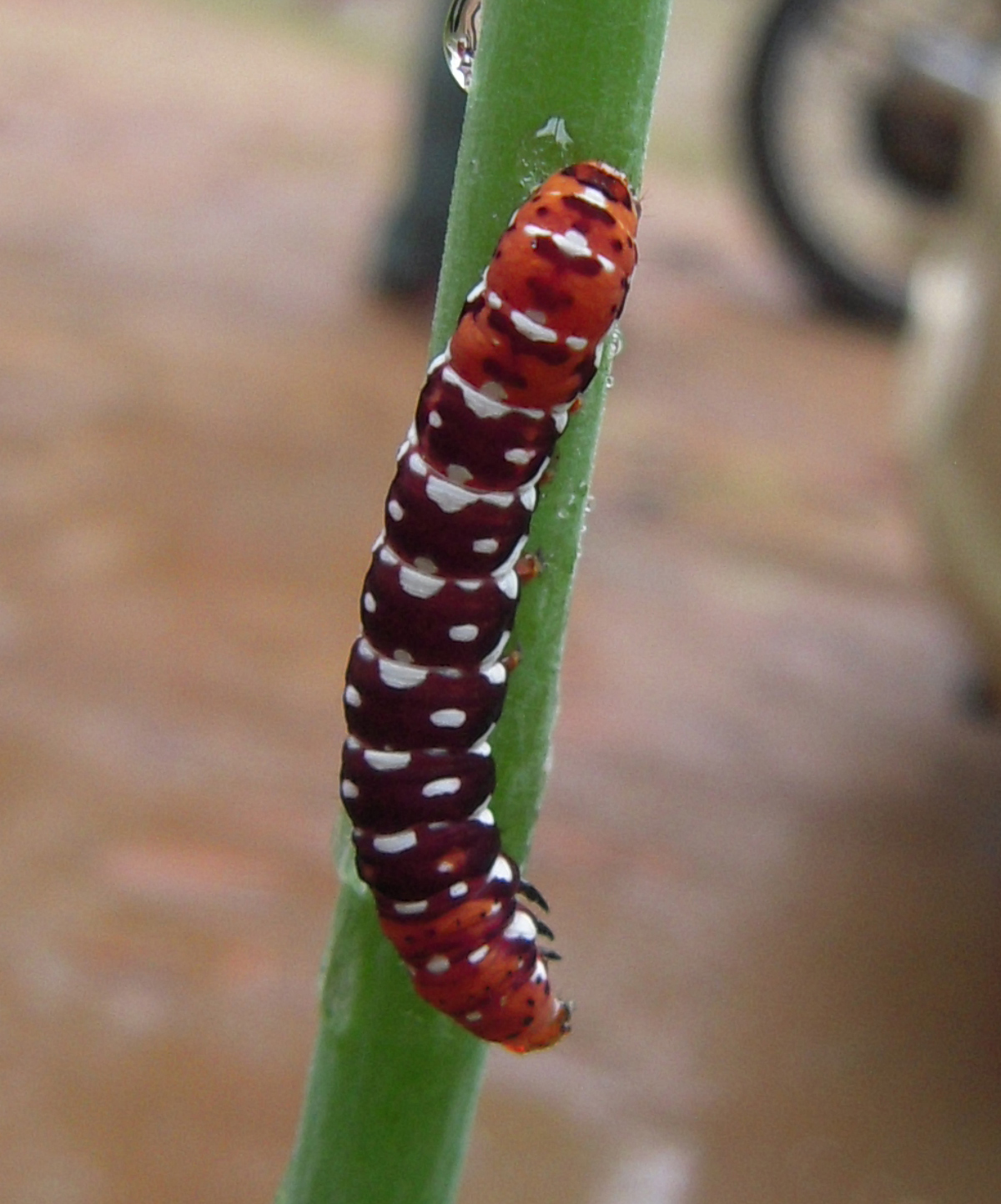
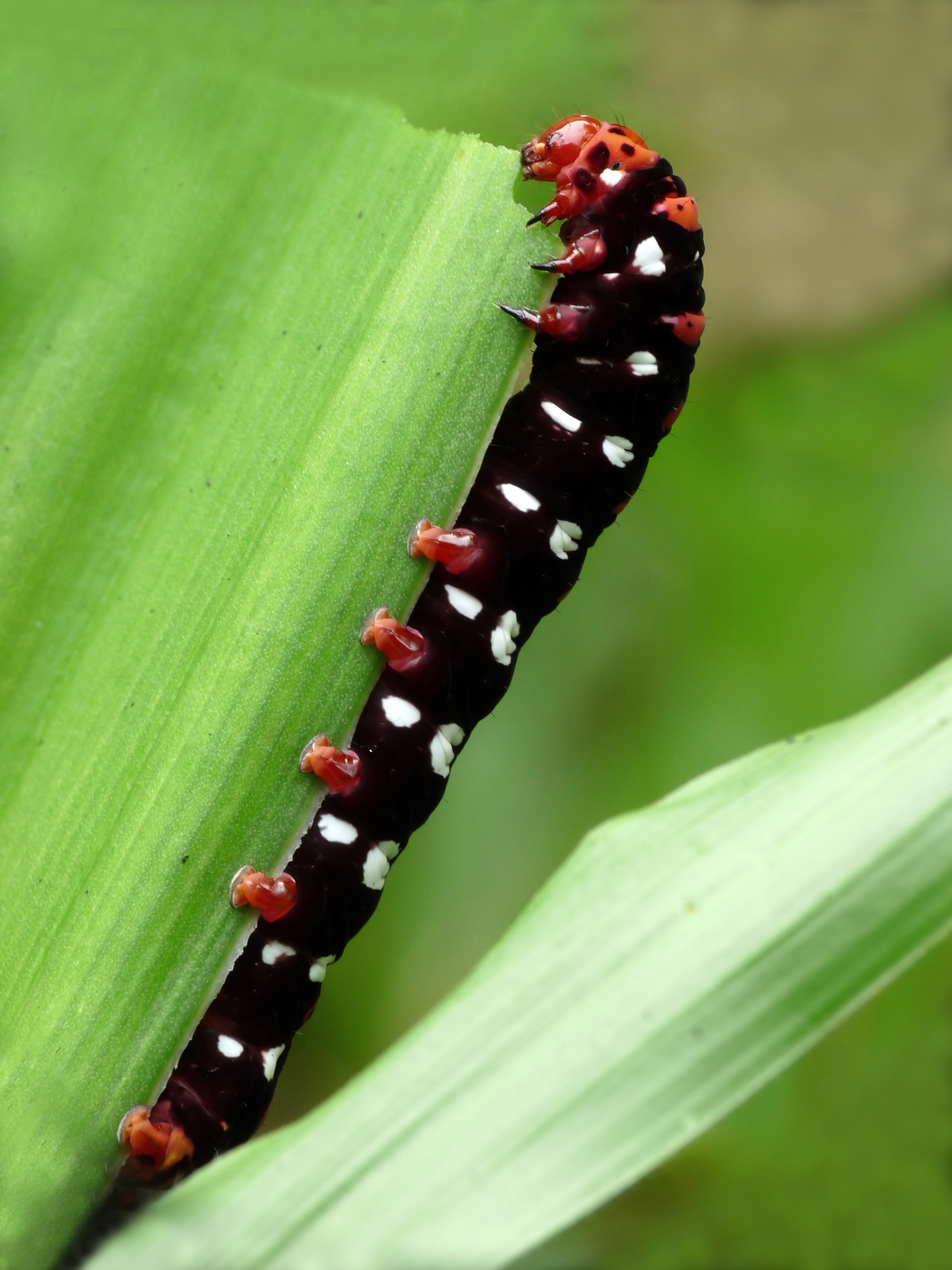